# Wietesch
Wietesch ist ein Stadtteil von Rheine im nordrhein-westfälischen Kreis Steinfurt. Wietesch liegt im Kernbereich der Stadt Rheine westlich der Ems. Die B 481 verläuft durch den Stadtteil.  
In Wietesch liegt das Emslandstadion, das Amtsgericht Rheine, das Gymnasium Dionysianum und die katholische Kirche St. Josef, deren Kirchenfenster der Glasmaler und Bildhauer Manfred Espeter (1930–1992) gestaltet hat.

## Politik
Der Stadtteilbeirat Bentlage/Wadelheim/Wietesch/Schleupe ist einer von elf Stadtteilbeiräten, die dem Rat und der Verwaltung der Stadt Rheine beratend zur Seite stehen. Er wird aus Vertretern der vier Stadtteile gebildet.